# Гейнрихс, Игорь Петрович
И́горь Петро́вич Ге́йнрихс (25 февраля 1919, [Сочи] — 9 сентября 1993, [Москва]) — советский и российский музыкальный педагог, хоровой дирижёр, теоретик и методист, заслуженный деятель искусств РСФСР, кандидат педагогических наук, доцент. Автор учебных пособий в области музыкального образования и теории музыки.

## Биография

### Первые годы жизни
Родился 25 февраля 1919 года в г. Сочи (в особняке на ул. Делегатская, д. 25, впоследствии дом был отдан под корпус санатория, ныне здание снесено) в семье генерала немецкого происхождения Петра Корнельевича Гейнрихса и Натальи Константиновны (в девичестве Белаш, окончила Институт благородных девиц). Через 5 лет Петра Корнельевича направили по службе в Москву, где семья поселилась на ул. Молчановка (в районе нынешнего Нового Арбата). В 1937 году отец был арестован, затем отправлен на строительство Беломорско-Балтийского канала, где впоследствии погиб. В 1953 году был посмертно реабилитирован.

### Становление
Окончил Музыкальную школу имени Гнесиных и Музыкальное училище имени Ипполитова-Иванова по классу фортепиано. В годы Великой Отечественной войны участвовал в боях под Ленинградом, где был тяжело ранен. После ранения вернулся на фронт и служил во флотском полуэкипаже в качестве музыканта оркестра. Однако ранение значительно повлияло на его дальнейшую профессиональную карьеру.
После войны в судьбе Игоря Петровича Гейнрихса появился его главный учитель - профессор Московской консерватории - Владислав Геннадиевич Соколов. Именно он предложил Игорю Петровичу поступить к нему на курс хорового дирижирования, так как пианистическая карьера после пулевого ранения стала невозможной. С этого момента вся жизнь Игоря Петровича Гейнрихса будет связана с хором.
В 1946 году он был принят в Московскую государственную консерваторию, закончил ее с отличием в 1951 году. Его образовательный путь включал аспирантуру и успешную защиту кандидатской диссертации. В 1961 году он получил звание доцента.

## Достижения

### Педагогическая деятельность
Игорь Петрович Гейнрихс преподавал хоровые и теоретические дисциплины в нескольких московских музыкальных заведениях: в качестве преподавателя и заведующего дирижерско-хоровым отделом Московского музыкального училища им. М. М. Ипполитова-Иванова (сегодня это Государственный музыкально-педагогический институт имени М. М. Ипполитова-Иванова), доцента кафедры хорового дирижирования Московской государственной консерватории имени П. И. Чайковского, доцента и заведующего кафедрой теории и истории музыки Московского государственного института культуры, доцента кафедры музыки и пения Московского педагогического государственного института им. В. И. Ленина (сегодня это Московский педагогический государственный университет). И. П. Гейнрихс был одним из инициаторов создания первого музыкального факультета в педагогическом ВУЗе СССР в 1959 году, сегодня это «Факультет музыкального искусства» в Институте искусств МПГУ. Помимо педагогической деятельности, он способствовал научной карьере многих аспирантов, которые под его руководством защитили диссертации.
И. П. Гейнрихс проводил лекции и семинары по методике сольфеджио и вокально-хоровой работе с детьми не только в нашей стране (Свердловск, Киев, Кишинев, Минск, Калининград), но и за рубежом  (в Австрии, Германии, Чехословакии), поскольку в совершенстве владел немецким языком.
Он сделал множество обработок для различных хоров, проводил методическую работу, благодаря которой возникли учебные пособия, по которым до сегодняшнего дня обучаются студенты музыкальных учреждений.

### Творчество и вклад в развитие хорового искусства
45 лет жизни Игорь Петрович Гейнрихс посвятил хоровому искусству. В 1949 году Игорь Петрович стал основателем Детской Народной Хоровой студии на Пресне. В 1964 году на базе этого хора была создана детская хоровая студия "Юность Красной Пресни" . В 1974 году «за большие достижения в эстетическом воспитании подрастающего поколения и творческие успехи» под руководством И. П. Гейнрихса коллективу было присвоено звание «Народный коллектив». В 1986 году под его руководством коллектив стал лауреатом Всесоюзного смотра самодеятельного художественного творчества.
В разные годы в студии одномоментно занималось от 200 до 500 учеников в возрасте от 7 до 17 лет. Хорами студии было дано свыше 500 концертов в Москве и других городах Советского Союза. Коллектив выступал с сольными концертами по Центральному телевидению, а также на телевидении Риги, Еревана, Кишинева, Харькова, Калининграда, Краснодара, Махачкалы. Более шестидесяти фондовых записей сделано коллективом для Всесоюзного радио. В 1989 году с большим успехом прошли гастроли хора в городах Болгарии и Чехословакии, а в 1990-1991 гг. — в Германии и Франции.
Студия «Юность Красной Пресни» поддерживала тесные творческие связи со многими композиторами — З. Л. Компанейцом, А. Г. Флярковским, М. А. Парцхаладзе, Б. С. Фиготиным, Л. А. Лядовой, Т. А. Потатенко, В. П. Герчик и др., свои новые песни приносили В. Я. Шаинский, Ю. С. Саульский. Хоры студии были первыми исполнителями многих детских произведений, принимали участие в их авторских и юбилейных концертах.
Издательство «Советский композитор» выпустило в свет два сборника хоровых произведений «Поет Юность Красной Пресни» из репертуара студии (первый из них вышел в свет в 1976 году, второй — в 1987).
В 1990 году на всесоюзной студии грамзаписи «Мелодия» старшим хором были записаны две пластинки: в первую вошли сочинения русских и зарубежных классиков, а также духовная музыка (тираж 3500 экз.), во второй - современные произведения и народные песни (тираж 5000 экз.).
Значительный вклад в развитие коллектива внесла супруга Игоря Петровича, главный хормейстер и директор студии, Людмила Васильевна Голицына, окончившая МГПИ им. Гнесиных по классу «хоровое дирижирование» и более 40 лет посвятившая работе с хоровыми коллективами, кандидат педагогических наук, доцент кафедры детского музыкального образования Института культуры, лауреат российских и международных фестивалей и конкурсов любительских коллективов.
С 2016 года Людмила Васильевна возглавляет хор выпускников студии, в основной состав которого вошли ученики Игоря Петровича Гейнрихса - Вокально-хоровой ансамбль «Cantate».
Позднее студия была преобразована в музыкальную хоровую школу №109, ныне - ГБУДО г. Москвы «Детская музыкальная школа имени П. Г. Чеснокова», которая существует и сегодня, продолжает традиции работы И.П. Гейнрихса и его подходов к обучению. 

### Известные ученики И. П. Гейнрихса
Бетев, Владимир Николаевич - работал в Пермском театре оперы и балета, был солистом Московского детского Музыкального театра им. Н.И.Сац.
Мамиконов, Георгий Рубенович  - Основатель и руководитель шоу-группы «Доктор Ватсон» (1985—2021), заслуженный деятель искусств Российской Федерации, заслуженный артист Российской Федерации.
Райков, Евгений Тихонович - с 1961 г. солист Большого театра, с 1990 г. директор оперы Большого театра советский и российский оперный певец (лирико-драматический тенор), актёр. Народный артист СССР (1982).
Смольникова, Виктория Владиславовна - артистка Государственной академической симфонической капеллы России под руководством Валерия Полянского, с 2002 г. артистка вокального класса театра "Школа драматического искусства" под руководством А.Васильева.
Хабалова, Лали Александровна - оперная певица, многократный призёр и лауреат международных конкурсов. С 2016 года осуществляет активную концертную деятельность. Приглашённая солистка Калининградской областной филармонии. Приглашённая солистка Образцово-показательного оркестра войск Национальной гвардии. Неоднократно представляла Россию за рубежом на дипломатических мероприятиях и концертах.

## Награды и признание
30 апреля 1945 года был награжден медалью "За оборону Ленинграда".
За заслуги в области музыкального искусства Игорю Петровичу Гейнрихсу Указом Президиума Верховного Совета РСФСР от 2 марта 1989 было присвоено звание Заслуженный деятель искусств РСФСР.